# Tyranneau de Chapman
Pogonotriccus chapmani
Espèce
Statut de conservation UICN

 LC  : Préoccupation mineure
Synonymes
- Phylloscartes chapmani

Le Tyranneau de Chapman (Pogonotriccus chapmani) est une espèce de passereaux présente en Amérique du Sud : Brésil, Guyana et Venezuela. Son nom commémore l'ornithologue américain Frank Michler Chapman (1864-1945).